# Chelifera siveci
Chelifera siveci är en tvåvingeart som beskrevs av Wagner 1984. Chelifera siveci ingår i släktet Chelifera och familjen dansflugor. Inga underarter finns listade i Catalogue of Life.